# Сасерис
Са́серис (латыш. Sasēris, Sasera ezers, Saseru ezers, Sasēres ezers, Sazoru ezers) — озеро в Аронской волости Мадонского края Латвии. Относится к бассейну Даугавы.
Площадь водной поверхности — 9 га. Наибольшая глубина — 1,7 м.